# Сюлюй-Цюаньцюй
Сюлюй-Цюаньцюй (кит.: 虛閭權渠; д/н — 59 до н. е.) — 10-й шаньюй держави хунну в 67—59 роках до н. е.

## Життєпис
Стосовно батька є суперечності: за одними відомостями ним був шаньюй Хулугу, за іншими східний гулі-вана (ймовірний син останнього), відповідно до чого Хуяньді був онуком Хулугу. Втім точно відомо, що був братом шаньюя Хуяньді. Після смерті того 67 року до н. е. став новим володарем.
Стикнувся з внутрішніми й зовнішніми проблемами. Вимушений протистояти ухуаням ідінлінам, що не визнали його влади. Також довелося приборкувати заколот роду Сіджу, який після поразки мігрував до китайських володінь. Водночас Сюлюй-Цюаньцюй відмовився одружитися з удовою померлого брата (що було порушенням вікової традиції), обравши за дружину Чжуаньцюй, доньку одного з великих очільників («губернаторів»). Цим налаштував батька колишньої яньчжі (дружини шаньюя) — великого цзюкюя — проти себе.
Водночас поновилася війна з імперією Хань, але бої обмежилися прикордонними сутичками. Проте тохари з Таримського басейну за підбурення китайців атакували володіння хунну на заході та князівство Чеші в Турфані, союзника хунну. Бої за Чеші тривали до 64 року до н. е., коли зрештою князівство було розділено на східне (Переднє царство) й західне, з яких перше отримали хунну, де шаньюй поставив свого васала.
У 63 році до н. е. на півночі знову повстали племена дінлін, що боролися з Сюлюй-Цюаньцюй до самої його смерті. У 62 році до н. е. військо хунну зазнало поразки від дінлін. Того ж року підчас походу проти імперії Ханьшаньюй раптово захворів. Тому в останні роки лише домагався відновити договір 162 року до н. е., але марно. Помер на початку 59 року до н. е. Йому спадкував праонук шаньюя Ера — Вояньцюйді.